# Уршак (река)
Урша́к  (баш. Өршәк) — река в Башкортостане, Россия. Левый приток Белой.
Длина реки — 193 км, площадь бассейна — 4230 км². Рельеф бассейна слабо холмистый.
Начинается в Стерлибашевском районе южнее села Верхний Гулюм. Течёт по Миякинскому, Стерлитамакскому, Аургазинскому, Кармаскалинскому, Давлекановскому, Чишминскому, Уфимскому районам.
К памятникам позднего бронзового века археологического микрорайона в бассейне реки Уршак относятся Мурадымовское поселение, Усманово I—III поселения и Казбуруновские I—IV курганные могильники.
Питание реки преимущественно снеговое. Среднегодовой расход воды в устье — 13,5 м³/сек.
Замерзает в ноябре, вскрывается в конце апреля — начале мая.

## Основные притоки
От устья к истоку:
- 7 км: река Штиле (пр.)
- 30 км: река Узень
- 41 км: река Асязы
- 45 км: река Кизяк (лв.)
- 62 км: река Чувалкипка
- 65 км: река Теперишка
- 74 км: река Карамала
- 101 км: река Аургазы
- 105 км: река Так-Елга
- 125 км: река Кызыл
- 129 км: река Белый Ключ
- 149 км: река Мокрый Кызыл
- 176 км: река Карамалы
- 178 км: река Кушкаин
- 180 км: ручей Малый Уршак